# Drachenvariante
|   | a | b | c | d | e | f | g | h |   |
| 8 |   |   |   |   |   |   |   |   | 8 |
| 7 |   |   |   |   |   |   |   |   | 7 |
| 6 |   |   |   |   |   |   |   |   | 6 |
| 5 |   |   |   |   |   |   |   |   | 5 |
| 4 |   |   |   |   |   |   |   |   | 4 |
| 3 |   |   |   |   |   |   |   |   | 3 |
| 2 |   |   |   |   |   |   |   |   | 2 |
| 1 |   |   |   |   |   |   |   |   | 1 |
|   | a | b | c | d | e | f | g | h |   |

Grundstellung der Drachenvariante nach 5. … g6
Die Drachenvariante ist ein Abspiel der Sizilianischen Verteidigung, einer Eröffnung im Schachspiel. Sie wurde erstmals um 1880 vom Eröffnungstheoretiker Louis Paulsen angewandt. Kasparow wandte sie 1995 erfolgreich im WM-Match gegen Anand an.
In der Eröffnungsklassifikation der ECO-Codes ist die Drachenvariante unter den Schlüsseln B70 bis B79 klassifiziert und entsteht nach den Zügen:
1. e2–e4 c7–c5
2. Sg1–f3 d7–d6
3. d2–d4 c5xd4
4. Sf3xd4 Sg8–f6
5. Sb1–c3 g7–g6

## Spielpläne
Mit seinem letzten Zug beabsichtigt Schwarz, den Königsläufer zu fianchettieren, das Hauptmerkmal der Drachenvariante. Damit verbunden sind die Spielpläne beider Parteien: Da der fianchettierte Läufer auf der langen Diagonale der Felder h8–a1 große Wirkung erzielen kann, versucht Weiß häufig, ihn zu tauschen und dadurch zudem die schwarzen Felder um den König zu schwächen, nachdem die Rochadestellung mittels g7–g6 etwas geschwächt wurde. Dazu rochiert Weiß oft lang und greift mit dem vom Turm unterstützten h-Bauern die schwarze Königsstellung an und öffnet die h-Linie. Schwarz versucht nach der kurzen Rochade entweder mit dem Bauernzug d5 das Zentrum zu sprengen oder am Damenflügel über die halboffene c-Linie anzugreifen und mittels Qualitätsopfer auf c3 die weiße Königsstellung zu zerstören.

## Namensherkunft
Der Name dieses Systems wurde 1901 in Kiew von Meister Fjodor Dus-Chotimirski eingeführt. Er beschäftigte sich mit Astronomie und fand Ähnlichkeiten der Bauernstellung d6–e7–f7–g6–h7 zum Sternbild Drache. In den deutschen Sprachraum gelangte diese Bezeichnung nachweislich erstmals im Jahr 1914, als der russische Meister A.M. Evenssohn eine seiner Partien für die Wiener Schachzeitung kommentierte. Die Variante wurde allerdings schon im Meisterschach gespielt, bevor der Name sich etabliert hatte. Louis Paulsen wandte sie bereits beim Turnier von Wiesbaden 1880 gegen den deutschen Meisterspieler Alexander Fritz an, anschließend nahmen einige andere Spieler seine Idee auf.
Bis in die 1930er Jahre wurde der Aufbau praktisch ausschließlich mit der Zugfolge 2...Sb8–c6 und 5...d7–d6 gepflegt. Mit der gründlichen Analyse des Zuges 6.Lf1–c4 (nach 1. e2–e4 c7–c5 2. Sg1–f3 Sb8–c6 3. d2–d4 c5xd4 4. Sf3xd4 Sg8–f6 5.Sb1–c3 d7–d6) fand Weiß jedoch einen Weg, schwarzes 6...g7–g6 zu erschweren. Auf diesen Zug hat Weiß nämlich das vorteilhafte 7.Sd4xc6! b7xc6 8.e4–e5! zur Verfügung; nun kann Schwarz den Bauern auf e5 nicht schlagen, wegen 9.Lc4xf7+ mit weißem Damengewinn und muss eine Schwächung seiner Bauernstellung mit e5xd6 zulassen.
Ebenso erschwerte die etwa zeitgleiche Einführung des Zuges 6.Lc1–g5 in dieser Zugfolge den Übergang zur Drachenvariante, da nun auf 6...g7–g6 das einfache 7.Lg5xf6 die Antwort 7...e7xf6 erzwingt, wonach Schwarz bereits eine unvorteilhafte Bauernstruktur erhält.
Die Praxis lehrte zudem, dass 5...g7-g6 an Stelle von 5...d7-d6 gleichfalls ungünstig für Schwarz ist, da Weiß mit Vorteil 6.Sd4xc6 antwortet. Auf 6...b7xc6 7.e4-e5 muss Schwarz bereits den Rückzug 6...Sf6-g8 antreten, nach 6...d7xc6 tauscht Weiß auf d8 die Damen und Schwarz verliert sein Rochaderecht.
Um diese Varianten zu umgehen, die aus den üblichen Mustern der Drachenvariante herausführten, begann man, Sb8-c6 zurückzuhalten und es etablierte sich die heute übliche Zugfolge mit 2...d7–d6.
Es gibt auch eine sogenannte Beschleunigte Drachenvariante nach den Zügen 1. e2–e4 c7–c5 2. Sg1–f3 Sb8–c6 3. d2–d4 c5xd4 4. Sf3xd4 g7–g6. Die Absicht ist, den Tempoverlust d7–d6 nebst späterem d6–d5 zu vermeiden, allerdings kann Weiß nun mit 5. c2–c4 einen Maróczy-Aufbau anstreben, der in seinen typischen Abspielen nicht mehr dem „Drachen“ entspricht.

## Varianten und Eröffnungsideen
Mögliche weiße Fortsetzungen sind
- 6. f2–f3, 6. Lc1–e3 oder 6. Lf1–c4 mit Übergang in den „Jugoslawischen Angriff“
- 6. Lf1–e2, die klassische Variante.
- 6. f2–f4, die Löwenfisch-Variante, mit der heutigen Hauptfortsetzung Sb8–c6 7. Sd4xc6 b7xc6 8. e4–e5 Sf6–d7 9. e5xd6 e7xd6 10. Lf1–e2 Lf8–e7
- In der Partie Lasker – Napier, Cambridge Springs 1904, geschah quasi 6. h2–h3 Lf8–g7 7. Lc1–e3 Sb8–c6 8. g2–g4 0–0
- 6. g2–g3, das positionelle Gegenfianchetto

### Jugoslawischer Angriff
|   | a | b | c | d | e | f | g | h |   |
| 8 |   |   |   |   |   |   |   |   | 8 |
| 7 |   |   |   |   |   |   |   |   | 7 |
| 6 |   |   |   |   |   |   |   |   | 6 |
| 5 |   |   |   |   |   |   |   |   | 5 |
| 4 |   |   |   |   |   |   |   |   | 4 |
| 3 |   |   |   |   |   |   |   |   | 3 |
| 2 |   |   |   |   |   |   |   |   | 2 |
| 1 |   |   |   |   |   |   |   |   | 1 |
|   | a | b | c | d | e | f | g | h |   |

Der Jugoslawische Angriff nach 6. Lc1–e3
Heutzutage ist 6. Lc1–e3, der Jugoslawische Angriff, die Hauptfortsetzung. Dieser Aufbau wurde von Wsewolod Alfredowitsch Rauser erstmals gespielt und deshalb gelegentlich auch Rauser-Angriff genannt. Er kam um 1930 unter sowjetischen Spielern vereinzelt auf und wurde später häufig von führenden jugoslawischen Spielern angewandt.

#### Strategische Ideen
Direktes Ziel ist ein Mattangriff noch im Mittelspiel. Weiß möchte lang rochieren, um am Königsflügel vorrücken zu können und somit die h-Linie zu öffnen, wofür er auch einen Bauern opfern kann. Der schwarze Drachenläufer auf g7 soll mittels Lh6 gegen den eigenen Läufer getauscht werden. Der Springer auf f6 wird entweder gegen einen eigenen Springer getauscht oder mit Bauern vertrieben. Dame und Türme versuchen sodann einen Mattangriff über die offene h-Linie. Opfer zu diesem Zweck sind keine Seltenheit. Bobby Fischer fasste die weiße Strategie folgendermaßen zusammen: „H-Linie aufreißen, Opfer, Opfer, ... Matt“.
Schwarz versucht, am Damenflügel vorzurücken und seinerseits den weißen König anzugreifen. Dazu spielt er beispielsweise Züge wie b7–b5, Ta8–c8, Dd8–a5 und Sc6–e5, gefolgt von Se5–c4. Nach weißem h2–h4 kann Schwarz mit h7–h5 den weißen Angriff verlangsamen oder seinerseits weiter angreifen.

#### Varianten
|   | a | b | c | d | e | f | g | h |   |
| 8 |   |   |   |   |   |   |   |   | 8 |
| 7 |   |   |   |   |   |   |   |   | 7 |
| 6 |   |   |   |   |   |   |   |   | 6 |
| 5 |   |   |   |   |   |   |   |   | 5 |
| 4 |   |   |   |   |   |   |   |   | 4 |
| 3 |   |   |   |   |   |   |   |   | 3 |
| 2 |   |   |   |   |   |   |   |   | 2 |
| 1 |   |   |   |   |   |   |   |   | 1 |
|   | a | b | c | d | e | f | g | h |   |

Stellung nach 6. … Lf8–g7 7. f2–f3 0–0 8. Dd1–d2 Sb8–c6
Beabsichtigt sind dabei nach dem weiteren 6. … Lf8–g7 7. f2–f3 0–0 8. Dd1–d2 Sb8–c6 entgegengesetzte Rochaden mittels 9. 0–0–0 oder 10. 0–0–0 nach 9. Lf1–c4. Nach letzterem ist das in der Sizilianischen Verteidigung erstrebenswerte d6–d5 erschwert und das für den Lc8 hier optimale Feld e6 nicht zugänglich. 9. … Lc8–d7 macht Platz für einen Turmzug nach c8.
Das ergibt besonders scharfen Kampf, weil das beiderseitige Bestreben ein Mattangriff ist. Weiß versucht dabei zumeist mit Zügen wie h2–h4–h5 und g2–g4 mit Öffnung der g- oder h-Linie, den schwarzen König matt zu setzen. Das schwarze Gegenspiel läuft häufig über die c-Linie, nicht selten verbunden mit einem Qualitätsopfer auf dem Feld c3. Zur Verzögerung des weißen Angriffs wurde von Tony Miles als Erwiderung auf 10. h2–h4 Ta8–c8 11. Lc4–b3 h7–h5 eingeführt. Diese Abspiele, in denen h2–h4 mit h7–h5 beantwortet wird, sind als Soltis-Variante bekannt und werden auch noch in der aktuellen Großmeisterpraxis auf höchstem Niveau gespielt. Gegen diese Maßnahme ergab sich unter anderem eine Verlagerung des Kampfgeschehen ins Zentrum mit 12. 0–0–0 Sc6–e5 13. Le3–g5 Tc8–c5.
In der vorentscheidenden 2. Partie des Kandidatenfinales 1974 in Moskau zwischen Karpow und Viktor Kortschnoi hatte Weiß nach 11. … Sc6–e5 12. 0–0–0 Se5–c4 13. Lb3xc4 Tc8xc4 14. h4–h5 Sxh5 15. g2–g4 Sh5–f6 mit 16. Sd4–e2 und nach weiterem Dd8–a5 17. Le3–h6 Lg7xh6 18. Dd2xh6 Tf8–c8 19. Td1–d3 das typische Qualitätsopfer auf c3 ausgeschlossen.
16. Le3–h6 hätte Sf6xe4 17. Dd2–e3 Tc8xc3 wie in der Partie Kasparow gegen Piket, Tilburg 1989 zur Folge.
10. … Ta8–b8 wird chinesischer Drache genannt.
9. Lf1–c4 Lc8–d7 10. Lc4–b3 erlaubt den älteren Aufbau 10. … Dd8–a5 11. 0–0–0 mit 11. … Tf8–c8. 12. h2–h4 Sc6–e5 13. h4–h5 Sf6xh5 14. Lc1–h6 Se5–d3+ wird mit 15. Kc1–b1 ausgewichen.
9. Lf1–c4 Sf6–d7 10. h2–h4 Sd7–b6 11. Lc4–b3 Sc6–a5 will über c4 den Le3 abtauschen. 12. Dd2–d3 verhindert das.
Bei 9. 0–0–0 Sc6xd4 (Sc6xd4 soll der Vorbereitung zu Dd8–a5 dienen, um das darauf erfolgende Sd4–b3 auszuschließen) 10. Le3xd4 muss ein angriffslustiger Schwarzer erst 10. ... Lc8–e6 11. Kc1–b1! Dd8–c7 12. g2–g4 Tf8–c8 ziehen, um nach Dc7–a5 durch das vereinfachende Sc3–d5 einen Nachteil zu vermeiden. Ebenso dient nach 10. … Dd8–a5 der Zug 11. Kc1–b1! dazu, auf Lc8–e6 12. Sc3–d5 zu entgegnen. Das Schlagen der weißen Dame auf d2 würde dann ohne Schachgebot erfolgen, wonach Weiß mit dem Zwischenschach 13. Sd5xe7+ einen Bauern gewänne. Der erzwungene Rückzug Da5–d8 führt über 13. Sd5xf6+ Lg7xf6 14. Ld4xf6 e7xf6 zu einem schwarzen Doppelbauern und einem rückständigen Isolani auf d6.
Durch 9. 0–0–0 wird im Unterschied zu 9. Lf1–c4 der Vorstoß d6–d5 spielbar. Nach 10. e4xd5 Sf6xd5 11. Sd4xc6 b7xc6 ist es mit dem Bauernopfer 12. Sc3xd5 c6xd5 13. Dd2xd5 Dd8–c7 oder dem Qualitätsopfer 12. Le3–d4 e7–e5 13. Ld4–c5 Lc8–e6 verbunden.
Bei sofortigem weißen Bauernaufmarsch am Königsflügel wie z. B. 9. g2–g4 ist 9. … Sc6xd4 10. Le3xd4 Dd8–a5 11. 0–0–0 Lc8–e6 12. Kc1–b1 Tf8–c8 direkt möglich.

### Klassische Variante
|   | a | b | c | d | e | f | g | h |   |
| 8 |   |   |   |   |   |   |   |   | 8 |
| 7 |   |   |   |   |   |   |   |   | 7 |
| 6 |   |   |   |   |   |   |   |   | 6 |
| 5 |   |   |   |   |   |   |   |   | 5 |
| 4 |   |   |   |   |   |   |   |   | 4 |
| 3 |   |   |   |   |   |   |   |   | 3 |
| 2 |   |   |   |   |   |   |   |   | 2 |
| 1 |   |   |   |   |   |   |   |   | 1 |
|   | a | b | c | d | e | f | g | h |   |

Die klassische Variante nach 6. Le2 Lg7 7. 0–0 Sc6 8. Sb3
Mit 6. Lf1–e2 leitet Weiß in die sogenannte klassische Variante ein. Im Gegensatz zum jugoslawischen Angriff ist sie eher positionell geprägt. Weiß entwickelt sich nach allgemeinen Prinzipien. Nach 6. … Lf8–g7 7. 0–0 Sb8–c6 droht Schwarz, den Bauern e4 bzw. den Springer auf d4 zu erobern, falls Weiß unvorsichtig ist (nach 8. … Sf6xe4 ist der weiße Springer auf d4 zweimal angegriffen, durch den Lg7 und Sc6, jedoch nur durch die weiße Dame verteidigt). Weiß verteidigt deshalb entweder den Springer mittels 8. Lc1–e3 oder entfernt ihn aus dem Angriff mit 8. Sd4–b3. Im weiteren Verlauf kann er mit f2–f4–f5 fortsetzen oder auch mit g2–g4.
In seiner ersten Konfrontation mit Botwinnik wählte Aljechin nach 6. Lf1–e2 Lf8–g7 7. Lc1–e3 Sb8–c6 8. Sd4–b3 Lc8–e6 9. f2–f4 0–0 das verpflichtende 10. g2–g4. 10. … Sc6–a5 11. f4–f5 Le6–c4 ist die gebotene Antwort. 
Botwinnik wählte 10. … d6–d5. In der Partie Rauser-Botwinnik, UdSSR Meisterschaft Leningrad 1933, wählte Botwinnik nach 10. 0–0 Sc6–a5 11. Sb3xa5 Dd8xa5 12. Le2–f3 Le6–c4 13. Tf1–e1 Tf8–d8 14. Dd1–d2 Da5–c7 15. Ta1–c1 e7–e5 16. b2–b3 ebenfalls d6–d5. 
Anatoli Karpow wählte ab Mitte der 70er Jahre für den Kampf gegen den schwarzen Zentrumsvorstoß d6–d5 einen Aufbau mit Lc1–g5: 6. Lf1–e2 Lf8–g7 7. 0–0 0–0 8. Lc1–g5 Sb8–c6 9. Sd4–b3, bzw. 7. … Sb8–c6 8. Sd4–b3 0–0 9. Lc1–g5. Nach 9. … Lc8–e6 10. Kg1–h1 (10. f2–f4 b7–b5!) war weiteres f2–f4, Le2–f3 Karpows Aufbau.

### Löwenfisch-Angriff
|   | a | b | c | d | e | f | g | h |   |
| 8 |   |   |   |   |   |   |   |   | 8 |
| 7 |   |   |   |   |   |   |   |   | 7 |
| 6 |   |   |   |   |   |   |   |   | 6 |
| 5 |   |   |   |   |   |   |   |   | 5 |
| 4 |   |   |   |   |   |   |   |   | 4 |
| 3 |   |   |   |   |   |   |   |   | 3 |
| 2 |   |   |   |   |   |   |   |   | 2 |
| 1 |   |   |   |   |   |   |   |   | 1 |
|   | a | b | c | d | e | f | g | h |   |

Löwenfisch-Variante 6. f4 Lg7 7. e5, Damengewinn nach 10. Sd4–e6+
Aus 6. f2–f4 ergibt sich die sogenannte „Löwenfisch-Variante“, benannt nach Grigori Löwenfisch, bei der der Weiße versucht, frühzeitig den Bauernvorstoß e4–e5 durchzusetzen.
Die beste Entgegnung auf die Löwenfisch-Variante ist die sofortige Überdeckung des zentralen Feldes e5 mit der Springerentwicklung 6. … Sb8–c6.
Auf die natürliche Läuferentwicklung 6. … Lf8–g7(?) folgt sogleich 7. e4–e5. Nach etwa 7. … d6xe5 8. f4xe5 Sf6–g4? (etwas besser ist 8. … Sf6–d7 9. e5–e6 Sd7–e5) 9. Lf1–b5+ gerät Schwarz in Schwierigkeiten: Springer- oder Läuferzüge nach d7 unterbinden die Deckung des Springers auf g4 (10. Dd1xg4), und 9. … Ke8–f8?? führt zum sofortigen Verlust wegen 10. Sd4–e6+ (siehe Diagramm). Der einzige Zug ist 9. … Sb8–c6, wonach Weiß allerdings mittels 10. Sd4xc6 Dd8xd1+ 11. Ke1xd1 Sg4–f2+ 12. Kd1–e2 eine überlegene Stellung erhält.

### g3-Variante
Nach 6. g2–g3 plant Weiß mit 7. Lf1–g2 ein Königsfianchetto. Auf den ersten Blick wirkt der Läufer auf g2 passiv, da er nur den Bauern auf e4 deckt. Dies ermöglicht jedoch dem Springer auf c3 aktiv zu werden, da er nicht mehr an die Verteidigung des Bauern gebunden ist. Nach Sd5 steht er beispielsweise sehr aktiv. Schlägt Schwarz nun mit Sxd5, so folgt oft e4xd5, was einerseits die Reichweite des Läufers erhöht und andererseits Druck auf der e-Linie erlaubt. Wenn Schwarz dagegen den Springer mit e6 vertreibt, wird der Bauer auf d6 zu einem Angriffsziel. Ansonsten erlaubt e4–e5 taktische Tricks, bei denen der Springer auf f6 sowie der Turm auf a8 angegriffen werden, falls Schwarz unvorsichtig ist.
Nach 6. … Sb8–c6 folgt meist 7. Sd4–e2, da nach dem sofortigen 7. Lf1–g2 Sc6xd4 8. Dd1xd4 Lf8–g7 folgen könnte, was Abzugsangriffe des schwarzen Läufers auf die Dame ermöglicht und somit letztendlich zum Verlust eines Tempos für Weiß führt.